# Средние Чирки
Средние Чирки — село в Голышмановском городском округе Тюменской области. Административный центр Среднечирковского сельского поселения.

## География
Село находится на берегу реки Ермец.
Часовой пояс
Средние Чирки, как и вся Тюменская область, находится в часовой зоне МСК+2. Смещение применяемого времени относительно UTC составляет +5:00.

## Транспорт
Рядом с селом проходит автодорога Р402. Автобусное сообщение, автобус номер 835, 845. До административного центра Голышманово, 41 км.

## Население
| 2010 |
| ---- |
| 447  |

## Инфраструктура
- ФАП
- Средняя школа
- Библиотека